# Skee-Lo
Skee-Lo, pseudonimo di Antoine Roundtree (Chicago, 27 marzo 1975), è un rapper statunitense.

## Biografia

### Primi anni,I Wish
Cresciuto a Riverside, in California, ebbe la sua punta di massima popolarità verso la metà degli anni 1990, specialmente per il suo singolo di successo del 1995 I Wish, dove illustrava il suo sogno di essere "a little bit taller" ("un po' più alto", dato che Skee-Lo è alto 1.63 m), e conteneva un campionamento dalla canzone Spinnin' di Bernard Wright.
Il singolo e l'omonimo album I Wish furono entrambi certificati con il disco d'oro dalla RIAA nello stesso 1995. Altri singoli dallo stesso album furono Superman e Top of the Stairs che non riuscirono a farsi notare per il successo della precedente I Wish, che fu presto considerata una hit nonostante il suo stesso creatore ne deprecò i contenuti.

### Altri lavori
Skee-Lo registrò successivamente una cover del brano dei Schoolhouse Rock! dal titolo The Tale of Mr. Morton, che insegnò la classica struttura di frase (soggetto, verbo, predicato). Il brano apparve nella compilation Schoolhouse Rock! Rocks.
Successivamente si occupò della corealizzazione di I'll Be Your Everything assieme alla boy band Youngstown. La canzone fu inserita nella colonna sonora del film Inspector Gadget.

## Discografia

### Album in studio
- 1995 – I Wish
- 2000 – I Can't Stop

### Singoli
- 1995 – I Wish
- 1995 – Top of the Stairs
- 1996 – Superman
- 1996 – Holdin' On